# Amir Sufi
Amir Sufi (* 15. Januar 1977 in Topeka, Kansas) ist ein US-amerikanischer Ökonom (Makroökonomie, Finanzwissenschaft) und Hochschullehrer an der University of Chicago (Booth School of Business).
Sufi ist der Sohn pakistanischer Einwanderer, besuchte die Schule in Topeka und studierte Wirtschaftswissenschaften an der Georgetown University mit dem Bachelor-Abschluss und wurde 2005 am Massachusetts Institute of Technology promoviert. Er ist Bruce Lindsay Professor of Economics and Public Policy an der University of Chicago, an der er seit 2005 lehrt.
In dem Buch House of Debt mit Atif Mian argumentiert er, dass die Große Rezession weniger eine Krise des Bankensystems war als eine der Überschuldung auf dem Hypothekenmarkt verursacht durch exzessive Ausgabe von Hypothekenkrediten und fehlender Gegensteuerung über Hilfen zum Abbau der Hypothekenschulden der Hausbesitzer.
2011 bis 2013 war er Alfred P. Sloan Research Fellow. Er gehörte zu den 25 hoffnungsvollen Nachwuchsökonomen, die der International Monetary Fund 2014 auswählte. 2017 erhielt er den Fischer-Black-Preis. 2024 wurde Sufi zum Mitglied der American Academy of Arts and Sciences gewählt.
Er ist Research Associate des National Bureau of Economic Research (seit 2018 Ko-Direktor von deren Unternehmensfinanzierungs-Programm) und Associate Editor von American Economic Review, dem Journal of Finance und dem Quarterly Journal of Economics.

## Schriften
- mit Atif Mian: House of Debt. How they (and you) caused the Great Recession and how we can prevent it from happening again, University of Chicago Press 2014